# Schoondochter gezocht
Schoondochter gezocht is een datingprogramma uit 2005 op de Vlaamse zender VT4, gepresenteerd door Cara Van Der Auwera en Hans Otten. In Nederland werd het programma al eerder uitgezonden door de omroep TROS.

## Format
Tien weken worden vier thuiswonende vrijgezellen en hun moeders gevolgd tijdens de zoektocht naar een partner en schoondochter. De partners moeten zich bewijzen tegenover de moeders, die eerst allerlei uitdagingen aan moeten gaan.

## Kandidaten
- Samuel (25 en afkomstig uit Lummen)
  - Simonne (moeder van Samuel)
- Peter (26 en afkomstig uit Lede)
  - Josée (moeder van Peter)
- Stefan (31 en afkomstig uit Lokeren)
  - Huguette (moeder van Stefan)
- Dennis (25 en afkomstig uit Meise)
  - Riet (moeder van Dennis)
- Bart (26, vervangt Peter die zelf een vriendin gevonden heeft)
  - Annie (moeder van Bart)